# 윌리엄 서스턴
윌리엄 폴 서스턴(영어: William Paul Thurston IPA: [ˈwɪljəm pɔl ˈθɜ(ɹ)stən], 1946년 10월 30일 ~ 2012년 8월 21일)은 미국의 수학자이다.

## 생애
워싱턴 DC에서 태어났으며, 플로리다주에 있는 플로리다 뉴 칼리지에서 1967년에 대학교육을 마쳤다. 그 후, 모리스 허시(Morris W. Hirsch)의 지도아래, 캘리포니아 대학교 버클리에서 1972년 박사 학위를 받았다.
서스턴은 코넬 대학교 수학과 교수였고, 또 1996년에서 2003년까지는 캘리포니아 대학교 데이비스에서 교수로 재직하였었다. 때때로 캘리포니아 대학교 버클리나 프린스턴 대학교에서 강의를 하기도 하였다.
1982년, 그의 수학 연구에 대한 뛰어난 업적으로 필즈상이 수여되었다.
또한 서스턴은 수학 교육과 대중화에 관심을 가졌다. 서스턴은 퀀텀 메거진(Quantum Magazine)이라는 과학 대중 잡지의 편집진으로 일하기도 했고, 미네소타 대학교의 기하학 센터에서 일하기도 했다. MSRI의 소장으로 근무하던 1992년에서 1997년에는 일반 대중에게 수학을 홍보하는 여러 가지 프로그램들을 시도하였다.
2012년에 사망하였다.

## 업적
서스턴의 독창적이고 신선한 새로운 관점들은 거의 아무 관계가 없어 보였던 많은 분야들을 3차원 다양체의 연구에 연관시켰다. 서스턴의 기하화 추측은 3차원 다양체 이론을 거의 혁명적으로 발달시켰는데, 특히 많은 사람들이 다시금 쌍곡 기하학에 주목하게 하였다. 그의 초기 업적들은 주로 엽층에 관련되어 있는데, 그 중 유명한 그의 정리는, 오일러 지표가 0인 (임의의 차원의) 다양체는 여차원이 1인 엽층을 가진다는 정리이다.

## 같이 보기
- 이합체 모형
- 오비폴드